# Északi-Mariana-szigeteki labdarúgó-szövetség
Az Északi-Mariana-szigeteki labdarúgó-szövetség (angolul: Northern Mariana Islands Football Association [NMIFA]) az Északi-Mariana-szigetek nemzeti labdarúgó-szövetsége. 2005-ben alapították. A szövetség szervezi az Északi-Mariana-szigeteki labdarúgó-bajnokságot valamint az Északi-Mariana-szigeteki kupát. Működteti a Északi-Mariana-szigeteki labdarúgó-válogatottat valamint a Északi-Mariana-szigeteki női labdarúgó-válogatottat. Székhelye Saipanban található.